# Teckeninklination
Teckeninklination är det samma som teckenlutning, d.v.s. den grad av lutning ett teckensnitt har. I regel finns två, alternativt tre, olika typer av teckeninklination: rak stil (upprätt), kursiv och oblik (lutad).
Teckeninklination är en av de aspekter hos ett teckensnitt som ingår bland de olika typerna av snittvarianter.